# Neolucanus castanopterus tibetanus
Neolucanus castanopterus tibetanus es una subespecie de coleóptero de la familia Lucanidae.

## Distribución geográfica
Habita en el Tíbet (China).